# 开泰 (乌雅氏)
开泰（穆麟德轉寫：k῾aitai；？—1763年），字兆新，号敬菴，乌雅氏，满洲正黄旗人。清朝官员，进士出身。

## 生平
雍正二年（1724年）进士，改庶吉士，授编修。九年（1731年），迁侍讲。雍正帝御门，开泰未入侍班，黜令乾清门行走。十三年（1735年），复编修。乾隆元年（1736年），迁国子监司业。八年（1743年），迁祭酒。督江苏学政。再迁内阁学士。三迁兵部侍郎，仍留学政任。十年（1745年），授湖北巡抚。调江西。十三年（1748年），又调湖南。十五年（1750年），因徇庇门生，议夺官，命留任。寻调贵州。擢湖广总督，加太子少傅。
乾隆二十年（1755年），调四川总督（继任者正黄旗满洲阿尔泰 (清朝)）。二十三年（1758年），加太子太保。二十四年（1759年），松潘镇总兵杨朝栋入朝觐见，开泰与岳钟琪奏朝栋衰老，难期胜任。乾隆帝责开泰何以不先奏，下吏部议，夺官，命仍留任。二十八年（1763年）六月，开泰奏九土司大举击破金川。乾隆帝听闻郎卡使人诣成都，开泰许进谒，抚慰之，而阴令九土司进兵，谕曰：“郎卡於绰斯甲布等屡肆欺凌，众土司合力报复。开泰既闻其事，惟应明白宣示，谕令悉锐往攻；而於郎卡来人严为拒绝，且谕以尔结怨邻境，谁肯甘心？断不能曲为庇护。如此，则郎卡既不敢逞强，绰斯甲布等亦可泄忿。乃既用谲以笼络郎卡，又隐为各土司援助，郎卡素狡黠，岂能掩其耳目？殊非驾驭边夷之道。”命夺官，以头等侍卫赴伊犁办事。不久逝世。

## 家族
- 胞弟乾隆丙辰科進士壯德，广西左江道。
- 子占慶，知县；
- 儿媳镶黄旗满洲鈕祜祿氏，总督爱必达第七女；
- 女儿乌雅氏，嫁总督愛必達之子浙江布政使福昂，生于乾隆十三年、輔國将军弘豐继妻。